# آبشار دپوت ولی
آبشار دپوت والی (به انگلیسی: Depot Valley Falls) آبشاری است که در واشنگتن، ایالات متحده آمریکا واقع شده و ارتفاع کلی ریزشگاه آن ۴۰۰ پا است.